# Sturm des Wissens
Sturm des Wissens ist eine aus Rostock stammende Seifenoper. Sie wird seit Dezember 2013 auf MV1 sowie im Web ausgestrahlt. Hinzu kam eine Ausspielung auf dem österreichischen Sender Okto von April bis Mai 2015. Mit ihr soll das Genre der Science Soap erschaffen werden, welches eine als Soap Opera angelegte Serie beschreibt, die zusätzlich zu den üblichen genretypischen Merkmalen einer Soap Opera wissenschaftliche Orte und Inhalte in den Fokus rückt. Die erste Staffel umfasst fünf Folgen von jeweils zehn Minuten. Ziel der Webserie ist es, MINT-Fächer vor allem für junge Frauen in einem positiven Licht darzustellen und somit die Aufnahme eines solchen Studiums attraktiver zu gestalten.

## Geschichte
Ursprung der Serie ist der Wettbewerb „Stadt der Wissenschaft“ vom Stifterverband für die deutsche Wissenschaft, an dem sich 32 Städte beteiligten. Hintergrund des Wettbewerbs war es, möglichst viele Menschen für den jeweiligen Wissenschaftsstandort zu begeistern. Daraufhin haben Akteure um Uwe von Lukas und Michael Lüdtke vom Verein Rostock denkt 365° ein Konzept erstellt. Ende März 2012 wurde die Bewerbung vom Oberbürgermeister Rostocks versandt. Kurz darauf wurde die Science Soap als eine von zehn Siegerprojekten ausgezeichnet und erhielt 50.000 Euro zur Umsetzung der Idee. Daraufhin wurde von der Filmproduktionsfirma Pinkau Interactive Entertainment ein Teaser für die Preisverleihung am 4. Juni 2012 produziert, der als Collage aus verschiedenem Bildmaterial und grafischen Elementen die Idee einer Science Soap vermitteln sollte. Anschließend haben sich der Wissenschaftsmarketingverein Rostock denkt 365° und der damaligen Senatorin für Jugend und Soziales der Stadt Rostock, Liane Melzer, mit Medienschaffenden und Filmexperten das Vorhaben gemeinsam erarbeitet. Ihr Konzept sah vor, unter dem Titel „Sturm des Wissens“ eine fünfteilige Serie mit offenem Ende auf hohem Niveau zu schaffen. Koordiniert wurde das Gesamtprojekt von Judith Platz-Greitsch.
Gedreht wurde zwischen 30. Juli und 16. August 2013. Die Dreharbeiten wurden zum Großteil in Rostock, wissenschaftlichen Einrichtungen der Hansestadt sowie an der Steilküste Ahrenshoop, Darß, vorgenommen. Am 6. Dezember 2013 fand die Premiere im Audimax vor 400 Anwesenden statt. Michael Lüdtke führte durch den Abend, ein Großteil der Darsteller, der Crew sowie der Steuerungsgruppe waren anwesend.
Im Oktober 2014 übernahm Michael Lüdtke den Koordinations-Staffelstab von Judith Platz-Greitsch. 
Vom 13. Dezember 2013 bis 10. Januar 2014 wurde „Sturm des Wissens“ auf dem regionalen Fernsehsender MV1 ausgestrahlt. Hinzu kam vom 27. April bis 25. Mai 2015 eine Ausspielung auf dem österreichischen Sender Okto.

## Drehbuch und Handlung
Für die Recherchen zum möglichen Inhalt der Science Soap waren rund 20 Studierende der Universität Rostock der Kommunikations- und Medienwissenschaften im Rahmen eines Drehbuchseminars des Instituts für Medienforschung zuständig, geleitet durch den Dozenten Andy Räder und unterstützt vom Dramaturgen Carsten Schneider. Im Seminar, das im Wintersemester 2012/2013 stattfand, entstanden unter anderem die möglichen Eigenschaften der Haupt-Charaktere, Ideen für Drehorte und die sogenannten Storylines, also die denkbaren groben Erzählstränge der Science Soap. Finanziell wurde das Drehbuch-Seminar vom Projekt „Deine Universität passt (zu) Dir!“ unterstützt.
Die Teilnehmenden am Drehbuchseminar waren Claudia Altmann, Bettina Bohnsack, Stephanie Busch, Carolin Eisele, Bente-Aileen Frede, Anja Grikowski, Hans Frederick Keil, Sarah Kreyenbring, Catarina Maaß, Julia Natusch, Daniela Nitzsche, Natalja Podolska, Julia Schneider, Maria Sklomeit und Julia Stüwe. Drehbuchcoach für die Stoffentwicklung war Carsten Schneider.
Ende Februar 2013 lagen die Storylines aus dem Drehbuchseminar vor und wurden zur weiteren Bearbeitung an ein professionelles Autoren-Team übergeben. Das Drehbuch entstand von März bis Juni 2013 unter der Leitung der Hauptautorin Janny Fuchs (Drehbuchautorin und Dramaturgin u. a. am Volkstheater Rostock) und den Co-Autoren Mark Auerbach, Thomas Wüstemann, Andreas Ehrig und André Jagusch. Das 2nd-Unit/Intro stammt von Andreas Ehrig. Regie führte André Jagusch. Die meisten genannten Personen gehören dem Filmemachernetzwerk „Rostocker Schule“ an.
Die zunächst fünf Folgen der Serie kreisen um sieben junge Frauen und Männer, die an Rostocker Wissenschaftseinrichtungen studieren oder arbeiten. Sie erleben zwischen Hörsaal, Labor und Strand nicht nur Herzens-, sondern auch akademische Herausforderungen. Allen voran Hauptdarstellerin Nele, die – kaum in Rostock angekommen – von ihrer Familie festgezurrte Berufspläne erfüllen soll.

## Charaktere und Besetzung
Die wichtigsten Rollen in der Science Soap übernehmen Studierende im dritten Ausbildungsjahr der Rostocker Hochschule für Musik und Theater im Rahmen ihres Schauspielstudiums.
| Rolle       | Schauspieler          |
| ----------- | --------------------- |
| Nele Wagner | Anke Retzlaff         |
| Julia       | Katharina Goebel      |
| Anastasija  | Anastasija Bräuniger  |
| Christine   | Monke Ipsen           |
| Florian     | Thomas Lettow         |
| Clemens     | Caspar Weimann        |
| Nils        | Clemens Maria Riegler |

## Regie, Produktion und Projekt
Ausführender Produzent für den Verein [Rostock denkt 365°] war Thomas Böhm (Juni Media GmbH & Co. KG, MV1). Umgesetzt wurde die Produktion durch das lokale Filmkooperationsnetzwerk „Rostocker Schule“, das Institut für Neue Medien Rostock ist Kooperationspartner. Thomas Wüstemann ist Produktionsleiter für die Dreharbeiten, Regie führt André Jagusch, Kamera Jakob Creutzburg, Schnitt Simone Rau, 2nd-Unit/Intro Andreas Ehrig. Beim Dreh und der Produktion waren weitere Filmschaffende aus Rostock beteiligt.
Koordinator der „Science Soap – Sturm des Wissens“ ist seit Oktober 2014 Michael Lüdtke (bis Dezember 2013 Geschäftsführer von Rostock denkt 365°). Von August 2012 bis September 2014 koordinierte Judith Platz-Greitsch (Fernsehjournalistin) das Gesamtprojekt. Der Steuerungsgruppe, die die Rahmenbedingungen im Projekt festlegte, gehörten an: Dr. Angelika Ballschmiter (bis 2013 Wissenschaftstransferbeauftragte der Universität Rostock), Liane Melzer (ehem. Senatorin Rostock, aktuell Bürgermeisterin von Hamburg-Altona), Elizabeth Prommer (Direktorin des Instituts für Medienforschung der Universität Rostock) sowie Uwe von Lukas, stellv. Vereinsvorstand Rostock denkt 365° und Direktor des Fraunhofer-Instituts für Graphische Datenverarbeitung.
Berater der Produktion des künstlerischen Projekts Science Soap war der Film- und Fernsehwirtschaftler sowie Produzent Marco Voß. Die Science Soap wurde außerdem durch das Engagement von Unterstützern aus der Universität Rostock, von Rostocker wissenschaftlichen Instituten und Einrichtungen sowie von der Hansestadt Rostock auf vielfältige Weise gefördert.
Der Titelsong „Bodies of Water“ stammt von Robert Lee Fardoe, einem in Berlin lebenden Singer/Songwriter aus Wales. Von dem Lied existiert eine Remixversion mit Julian Laping.
Bei der Produktion waren über 100 Menschen beteiligt, der Etat betrug 120.000 Euro.